# Punkrock Rendezvous
Punkrock Rendezvous är en split-EP med banden Astream och Dropnose, utgiven 1999 på Bad Taste Records.

## Låtlista
1. Astream - "Punkville, Sweden"
2. Astream - "Just Once More"
3. Astream - "Christmas Cheer"
4. Astream - "Deanna"
5. Dropnose - "Lesser Evil"
6. Dropnose - "Better Than This"
7. Dropnose - "I Say Go"
8. Dropnose - "Perfect Smile"

### Fotnoter
1. ↑  ”Punkrock Rendezvous”. Bad Taste Records. Arkiverad från originalet den 25 augusti 2010. https://web.archive.org/web/20100825233240/https://www.badtasterecords.se/records.asp?id=55. Läst 4 januari 2012.